# 227997 NIGLAS
227997 NIGLAS è un asteroide della fascia principale. Scoperto nel 2007, presenta un'orbita caratterizzata da un semiasse maggiore pari a 3,1060849 au e da un'eccentricità di 0,0355703, inclinata di 17,43877° rispetto all'eclittica.